# Soperton
Soperton es una ciudad ubicada en el condado de Treutlen en el estado estadounidense de Georgia. En el año 2000 tenía una población de 2.824 habitantes.

## Geografía
Soperton se encuentra ubicada en las coordenadas 32°22′34″N 82°35′34″O / 32.37611, -82.59278 (32.376067, -82.592724).
Según la Oficina del Censo, la localidad tiene un área total de 8,5 km² (3,3 mi²), de la cual 8,4 km² (3,2 mi²) es tierra y 0,1 km² (0 mi²) (1.50%) es agua.

## Demografía
Según la Oficina del Censo en 2000 los ingresos medios por hogar en la localidad eran de $20,471, y los ingresos medios por familia eran $26,042. Los hombres tenían unos ingresos medios de $24,643 frente a los $18,646 para las mujeres. La renta per cápita para la localidad era de $12,367. 